# Vespa vivax
Vespa vivax är en getingart som beskrevs av Smith 1870. Vespa vivax ingår i släktet bålgetingar, och familjen getingar. Utöver nominatformen finns också underarten V. v. wilemani.